# World Cup Powerman
World Cup Powerman, som arrangeres af International Powerman Association (IPA), består af en serie langdistance-duathlons. 
Minimumsdistancerne er 10 km løb, 60 km cykling og 10 km løb. 
Afslutningen af serien foregår i Zofingen i Schweiz, hvor distancerne er 10 km løb, 150 km cykling og 30 km løb. 
Det er forbudt at ligge på hjul under cykeldisciplinen, dvs. at man ikke må ligge i læ af andre ryttere.

## Ekstern henvisning
- International Powerman Association

| Sport | Spire Denne artikel om sport er en spire som bør udbygges. Du er velkommen til at hjælpe Wikipedia ved at udvide den. |